# Фростберг (Мэриленд)
Фростберг (англ. Frostburg) — город в округе Аллегейни в штате Мэриленд в Соединённых Штатах Америки.
Согласно данным переписи населения США 2020 года число жителей города 
составляло 7027 человек, что заметно меньше, чем по результатам предыдущей переписи (8075 человек).

## История
Летом 1755 года в этих местах останавливалась печально известная экспедиция Брэддока.
До 1820 года поселение называлось Маунт-Плезант (англ. Mount Pleasant), но когда правительство наладило почтовую службу оно было переименовано в Фростберг. 
В 1898 году в Фростберге сенатором штата Мэриленд Джоном Ликом был основан университет, который посещают около пяти тысяч студентов; во время занятий большинство из них постоянно проживают в городе.
С 1973 года основной грузопоток приходится на межштатную автомагистраль I-68.

## География
Фростберг расположен в начале долины реки Джорджес-Крик в 8 милях (13 км) к западу от города Камберленда.
Согласно данным Бюро переписи населения США, общая площадь города составляет 3,42 квадратных мили (8,86 км2), всю территорию занимает суша.

## Климат
Согласно классификации климата Кёппена, он имеет влажный континентальный климат (обозначается на климатических картах — «Dfb») с холодной снежной зимой и тёплым влажным летом.